# Kuźniki (Gran Polonia)
Kuźniki es un pueblo en el municipio de Ostrzeszów, comprendido en el distrito de Ostrzeszów, voivodato de Gran Polonia, en el centro oeste de Polonia. Se encuentra aproximadamente a 9 kilómetros al noroeste de Ostrzeszów, y a 126 kilómetros al sureste de la capital regional Poznań.